# Louder than Bombs (film)
Louder than Bombs is een Noors-Frans-Deens-Amerikaanse film uit 2015, geregisseerd door Joachim Trier. De film ging in première op 18 mei op het Filmfestival van Cannes.

## Verhaal
Drie jaar na het onverwacht overlijden van de oorlogsfotografe Isabelle Reed wordt er een tentoonstelling over haar werk voorbereid. Haar echtgenoot en haar twee zonen komen na een lange tijd voor het eerst terug samen. Een verontrustend familiegeheim dwingt hen op een andere manier naar zichzelf en elkaar te kijken. 

## Rolverdeling
| Acteur           | Personage                                         |
| ---------------- | ------------------------------------------------- |
| Jesse Eisenberg  | Jonah Reed                                        |
| Devin Druid      | Conrad Reed                                       |
| Gabriel Byrne    | Gene Reed, de vader                               |
| Isabelle Huppert | Isabelle Reed, de moeder                          |
| David Strathairn | Richard                                           |
| Amy Ryan         | Hannah, de lerares en de nieuwe vriendin van Gene |
| Rachel Brosnahan | Erin, de voormalige vriendin van Jonah            |
| Ruby Jerins      | Melanie, de klasgenote van Conrad                 |
| Leslie Lyles     | de schooldirectrice                               |